# Kayakent, Günyüzü
Kayakent là một thị trấn thuộc huyện Günyüzü, tỉnh Eskişehir, Thổ Nhĩ Kỳ. Dân số thời điểm năm 2011 là 1.087 người.